# John Bostock
John Joseph Bostock (Camberwell, Inglaterra, Reino Unido, 15 de enero de 1992) es un futbolista trinitense que juega como centrocampista en el Solihull Moors F. C. de la National League.

## Clubes
| Club                               | País       | Año       |
| ---------------------------------- | ---------- | --------- |
| Crystal Palace F. C.               | Inglaterra | 2007-2008 |
| Tottenham Hotspur F. C.            | Inglaterra | 2008-2013 |
| Brentford F. C. (cedido)           | Inglaterra | 2009-2010 |
| Hull City A. F. C. (cedido)        | Inglaterra | 2010-2011 |
| Sheffield Wednesday F. C. (cedido) | Inglaterra | 2012      |
| Swindon Town F. C. (cedido)        | Inglaterra | 2012-2013 |
| Toronto F. C. (cedido)             | Canadá     | 2013      |
| Royal Antwerp F. C.                | Bélgica    | 2013-2014 |
| Oud-Heverlee Leuven                | Bélgica    | 2014-2016 |
| R. C. Lens                         | Francia    | 2016-2018 |
| Bursaspor                          | Turquía    | 2018      |
| Toulouse F. C.                     | Francia    | 2018-2020 |
| Nottingham Forest F. C. (cedido)   | Inglaterra | 2019-2020 |
| Doncaster Rovers F. C.             | Inglaterra | 2021-2022 |
| Notts County F. C.                 | Inglaterra | 2022-2024 |
| Solihull Moors F. C.               | Inglaterra | 2024-     |